# Oskar Reck

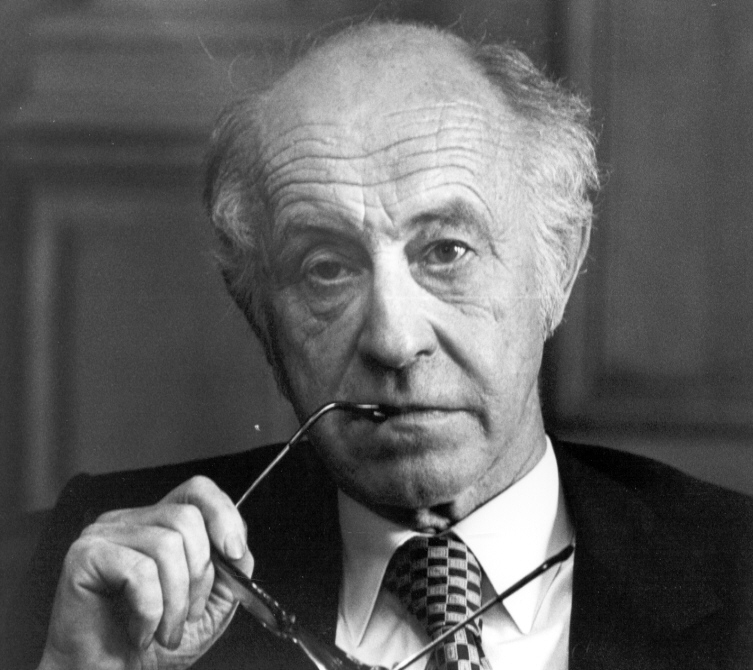
Oskar Reck (1986)

Oskar Reck (* 29. September 1920 in Niederlenz; † 11. Oktober 1996 in Basel) war ein Schweizer Journalist und Publizist.

## Biografie
Nach einem Teilstudium in Nationalökonomie und Juristerei startete Reck als Auslandberichterstatter der Weltwoche seine journalistische Laufbahn. Er wurde Chefredaktor des viermal wöchentlich erscheinenden Amriswiler Anzeigers. Darauf übernahm er die Redaktionsleitung des Neuen Winterthurer Tagblatts und von 1960 bis 1970 der Thurgauer Zeitung. Die Basler Nachrichten leitete er anschliessend bis zu ihrer Fusion mit der National-Zeitung zur Basler Zeitung 1977. Unter dem Pseudonym «Ritter Schorsch» verfasste er ausserdem für den Nebelspalter satirische Texte. Jahrelang schrieb er eine Kolumne für die Weltwoche, unter anderem einen Text mit dem Titel „Blocher - ein Riesenzwerg“.
Reck engagierte sich auch gesellschaftlich und politisch: Von 1953 bis 1955 und von 1962 bis 1971 war er für die Freisinnig-Demokratische Partei Mitglied des Thurgauer Grossen Rats. Dazu führte er als Zentralpräsident die Neue Helvetische Gesellschaft. In Basel, Bern und Freiburg war er zudem Dozent für Mediengeschichte.
Ab 1979 war Oskar Reck Präsident der Beschwerdekommission für Radio und Fernsehen (Kommission Reck), ab 1984 bis 1988 von deren Nachfolgerin, der Unabhängigen Beschwerdeinstanz für Radio und Fernsehen (UBI). 1985 erhielt er den Ehrendoktortitel der Universität Basel.
Privat war Oskar Reck in erster Ehe mit Renée Sommerhalder verheiratet. Das Paar hatte fünf Kinder. Nach dem frühen Tod seiner Frau im Jahr 1970 heiratete Oskar Reck in Basel die Journalistin Daisy Strasser.

## Werke
- Wir Liberalen, der Staat und die Wirtschaft. Freisinnige Partei, Winterthur 1958 (Referat).
- Die Schweiz im Spiegel. Schwierigkeiten und Chancen einer kleinstaatlichen Demokratie. Huber, Frauenfeld 1966.
- Ist die Schweiz überfremdet? Huber, Frauenfeld 1969.
- Trottel, Träumer, Tagediebe. Nebelspalter, Rorschach 1976 (als «Ritter Schorsch». Mit Zeichnungen von Celestino Piatti).
- Brauchen wir eine neue Bundesverfassung? Der Entwurf der Expertenkommission und ein zusammenfassender Bericht. Haupt, Bern 1978, ISBN 3-258-02717-X.
- Die Hochschulen, eine Aufgabe der Kantone und des Bundes. EDMZ, Bern 1979.
- Medien-Gesamtkonzeption. Zusammenfassung als Lese- und Orientierungshilfe. Bundesamt für Justiz, Bern 1984.
- Die Presse schreibt, macht und wird Geschichte. Ein zeithistorischer Essay. Sauerländer, Aarau 1986, ISBN 3-7941-2890-7.
- Schweigende Mehrheit. Eine Analyse der politischen Parteien. NZZ, Zürich 1987, ISBN 3-85823-169-X.
- Lauter Sonderfälle. Aufzeichnungen über Zeitgenossen. Basler Zeitung, Basel 1994, ISBN 3-85815-267-6.